# Förbundet Arbetarfront
Förbundet Arbetarfront was een groep personen die tijdens de Tweede Wereldoorlog een krant schreef en uitgaf in Zweden. De krant, genaamd Arbetarfront - För Socialism & Demokrati, was vooral bedoeld voor de Zweedse socialisten en democraten. De krant berichtte onder andere over de politieke situatie in Europa.
In de Koninklijke Bibliotheek van Zweden is nog een publicatie van dit blad te zien.